# سامي ويلسون
سامي ويلسون (بالإنجليزية: Sammy Wilson)‏ (16 ديسمبر 1931 بغلاسكو في المملكة المتحدة - 8 نوفمبر 2014) هو لاعب كرة قدم أيرلندي شمالي في مركز مهاجم داخلي. شارك مع منتخب أيرلندا الشمالية لكرة القدم. أما مع النوادي، فقد لعب مع غلينافون ونادي دندي ونادي روس كاونتي ونادي سانت ميرين ونادي سلتيك ونادي فالكيرك ونادي كروسيدرز ونادي كوليرين ونادي ميلوول ونادي نورثامبتون تاون ونادي مانسفيلد تاون وBrora Rangers F.C. ‏.

## وصلات خارجية
- سامي ويلسون على موقع قاعدة بيانات كرة القدم.إي يو (الإنجليزية)